# Dimorphandra cuprea
Dimorphandra cuprea är en ärtväxtart som beskrevs av Thomas Archibald Sprague och Noel Yvri Sandwith. Dimorphandra cuprea ingår i släktet Dimorphandra och familjen ärtväxter.

## Underarter
Arten delas in i följande underarter:
- D. c. cuprea
- D. c. ferruginea
- D. c. velutina